# Hans Werner Henze
Hans Werner Henze (Gütersloh, 1º luglio 1926 – Dresda, 27 ottobre 2012) è stato un compositore tedesco residente in Italia, noto per le sue opinioni politiche marxiste e il loro influsso sulla sua opera.

## Biografia

### Gli anni giovanili
Nato in una famiglia numerosa, Henze mostrò ben presto i segni del suo interessamento nei riguardi dell'arte e della musica, il che produsse immediati conflitti con il padre, di tendenze decisamente conservatrici.

Iniziò gli studi presso la scuola di musica di Braunschweig nel 1942, ma dovette interromperli nel 1944 quando fu richiamato dall'esercito per partecipare alla Seconda guerra mondiale; fu ben presto catturato e rinchiuso in un campo di prigionia.

Nel 1945, terminato il conflitto, divenne pianista accompagnatore presso il teatro di Bielefeld, e riprese gli studi di composizione sotto la guida di Wolfgang Fortner a Heidelberg nel 1946.

Nel 1948 divenne assistente musicale al Deutscher Theater di Costanza, dove venne rappresentata la sua prima opera "Das Wundertheater" (da Cervantes).

Nel 1950 divenne direttore d'orchestra al teatro di Wiesbaden, dove compose due opere radiofoniche, il Primo concerto per pianoforte e orchestra nonché la sua prima opera lirica di rilevante importanza, "Boulevard Solitude" (una sorta di trasposizione moderna della trama di Manon Lescaut).

Nei primi anni cinquanta prese parte ai ben noti Ferienkurse di Darmstadt, famoso centro di studio e produzione delle musiche d'avanguardia.

### Trasferimento in Italia
Nel 1953 Henze, avvertendo una diffusa intolleranza tanto per le sue idee di sinistra quanto per la sua omosessualità, lasciò la Germania  e si trasferì in Italia, a Ischia, dove trascorse la maggior parte della sua vita. Marxista dichiarato e membro del Partito Comunista Italiano, Henze produsse composizioni in onore di Ho Chi Minh e di Che Guevara. 
Inizialmente questa sua posizione provocò numerose reazioni spiacevoli nei suoi confronti, tra cui le pesanti contestazioni ricevute alla prima della sua opera "König Hirsch" (basata su un testo di Carlo Gozzi) e del balletto "Maratona" (su libretto di Luchino Visconti).

A metà degli anni cinquanta iniziò la sua lunga e fruttuosa collaborazione con la poetessa austriaca Ingeborg Bachmann, la quale lavorò assieme a Henze come librettista per le opere "Der Prinz von Homburg" (1958, basata su in testo di Heinrich von Kleist) e "Der junge Lord" (1964).
Nel 1959 Sergiu Celibidache dirige la prima esecuzione assoluta nell'Auditorio della Conciliazione di Roma di "Undine III" di Henze.
Dal 1962 al 1967 Henze ha tenuto corsi e masterclass di composizione al Mozarteum di Salisburgo, e nel 1967 è stato  "Visiting professor" al Dartmouth College nel New Hampshire (USA). Nel 1966 ottenne un grande successo con l'opera "Die Bassariden" diretta da Christoph von Dohnányi con i Wiener Philharmoniker al Festival di Salisburgo.
Nel periodo successivo, Hans Werner Henze rinforzò ulteriormente il suo impegno politico, il quale ha avuto notevoli influenze nei suoi lavori; ad esempio di ciò, la prima del suo oratorio "Das Floss der Medusa" venne annullata ad Amburgo quando le autorità tedesche rifiutarono di rappresentare il lavoro esponendo (come previsto dal libretto) un ritratto di Che Guevara e una bandiera rossa. Le idee politiche di Henze sono del resto ben rappresentate anche in opere quali la sua Sesta Sinfonia (1969), il Secondo concerto per violino e orchestra (1971) e la composizione per recitante e gruppo da camera "El Cimarron", (Autobiografia di Esteban Montejo) (testo di Miguel Barnet/Hans Magnus Enzensberger) che tratta della fuga degli schiavi durante il governo coloniale di Cuba.

### La maturità artistica
Nel 1976 Henze ha fondato il Cantiere Internazionale d'Arte a Montepulciano, un organismo impegnato nella produzione e diffusione della Nuova musica; è proprio a Montepulciano che fu rappresentata per la prima volta la sua famosa opera per bambini "Pollicino" (1980).

Nel 1981 ha fondato il Mürztal Workshops nella regione austriaca della Stiria, dove ha pure fondato e organizzato il Festival musicale giovanile del Deutschlandsberg. Inoltre, nel 1988 ha fondato la Biennale di Monaco, un festival internazionale di nuovo teatro musicale, del quale è stato anche direttore artistico.
Nel corso degli anni, le sue opere hanno preso dei connotati più convenzionali ("Die englische Katze" del 1983 e "Das verratene Meer" del 1990, basata sul racconto "Gogo no Eiko" dell'autore giapponese Yukio Mishima.

In ogni caso, le musiche di Henze hanno continuato anche in tempi recenti a manifestare l'impegno politico e civile del loro autore: la sua Nona sinfonia (per coro e orchestra, del 1997) contiene testi (di Anna Seghers) in cui vengono ricordati i momenti più oscuri del passato della Germania. La sua ultima fatica teatrale, invece, risale al 2003, anno in cui venne rappresentata al Festival di Salisburgo l'opera "L'upupa", basata su una favola popolare siriana.
Nel 1990 Hans Werner Henze ha ricevuto il Premio Ernst von Siemens, mentre nel 1995 riceve il Westfälischer Musikpreis (premio musicale della Vestfalia); nel 2004 è stato nominato Dottore honoris causa per la sua "scienza musicale" dalla Hochschule für Musik und Theater di Monaco di Baviera.
Henze visse con il suo compagno Fausto Moroni dai primi anni sessanta fino alla morte di lui. Moroni morì nel 2007 dopo una lunga lotta contro il cancro. Elogium Musicum (2008), per grande orchestra e coro che canta il testo latino di Henze, è un memoriale al suo compagno da oltre quarant'anni.
Henze muore a Dresda il 27 ottobre 2012 all'età di 86 anni.

## Lo stile
Lo stile compositivo di Hans Werner Henze abbraccia il neo-classicismo, il jazz, la tecnica dodecafonica, lo strutturalismo e alcuni aspetti della musica popolare e del rock.

Allievo del compositore tedesco Wolfgang Fortner, nelle sue prime composizioni utilizzò la tecnica dodecafonica (ad esempio nella Prima Sinfonia e nel Concerto per violino e orchestra del 1947). In seguito però si ribellò agli obblighi dello strutturalismo e financo dell'atonalità, al punto che nella sua opera "Boulevard Solitude" sono presenti elementi riconoscibili provenienti dal jazz nonché dalla canzone francese dell'epoca.

Henze è inoltre un orchestratore molto raffinato, la cui tecnica si è sempre tenuta aggiornata nel corso degli anni. Nonostante le varie e differenziate influenze stilistiche ricevute, la sua musica ha come costante il lirismo sempre molto teso, il che ha fatto spesso citare i nomi di Alban Berg o di Karl Amadeus Hartmann come suoi possibili predecessori morali.

## Opere scelte
Autobiografia
Canti di viaggio, 2005 il Saggiatore (traduzione L. Bramani, C. Marinelli, G. Cospito); 2016 il Saggiatore

### Strumento solo
- Royal Winter Music: 2 Sonate su personaggi di Shakespeare (chitarra)
- "Drei Tentos"   (1958)   (chitarra)
- "Five Scenes from the Snow Country" (1978) for Marimba solo

### Opere liriche
- Das Wundertheater (1948)
- Boulevard Solitude (1951)
- König Hirsch (1952–1955) testo di Heinz von Cramer
- Der Prinz von Homburg (1958, nuova versione 1991)
- Elegie für junge Liebende (1959–1961)
- Der junge Lord (1964)
- Die Bassariden (1965)
- We come to the river (1976) con Josephine Barstow, Felicity Lott, Siegfried Jerusalem e la London Sinfonietta al Royal Opera House, Covent Garden di Londra.
- Pollicino (1980, opera per bambini)
- Die englische Katze (1980–1983)
- Robert, der Teufel (1985, opera per bambini)
- Das verratene Meer (1990)
- Venus und Adonis (1997)
- L'Upupa (2003)
- Phaedra (2007) - Berlino, Staatsoper Unter den Linden

### Balletti
- Ballett-Variationen (1949)
- Labyrinth (1951)
- Maratona (1956)
- Ondine (1956–1957)
- Orpheus (1978)
- Le disperazioni del signor Pulcinella tratto da Jorge Dandin di Moliere, libretto di Sergio Sivori (1992)
- Le fils de l'air (1997)

### Sinfonie
- Sinfonia n. 1 (1947, revisionata nel 1963 e 1991)
- Sinfonia n. 2 (1949)
- Sinfonia n. 3 (1949-1950)
- Sinfonia n. 4 (1955)
- Vokalsinfonie (1955, tratta dall'opera "König Hirsch")
- Sinfonia n. 5 (1962)
- Sinfonia n. 6 per due orchestre da camera (1969, revisionata nel 1994)
- Sinfonia n. 7 (1983-1984)
- Sinfonia n. 8 dal Sogno di una notte di mezza estate di William Shakespeare (1992-1993)
- Sinfonia n. 9 per coro e orchestra, da un racconto di Anna Seghers (1995-1997)
- Sinfonia n. 10 (1997-2000)

### Altri lavori sinfonici
- An eine Äolsharfe per chitarra concertante e quindici altri strumenti
- Kammermusic 1958 (tenore, chitarra/arpa, clarinetto, corno, quintetto d'archi)
- Kammerkonzert per pianoforte, flauto e orchestra d'archi (1946)
- Concertino per pianoforte, strumenti a fiato e percussioni (1947)
- Concerto n. 1 per violino e orchestra (1947)
- Concerto n. 1 per pianoforte e orchestra (1950)
- Ode an den Westwind per violoncello e orchestra (1953)
- Concerto per contrabbasso e orchestra (1966)
- Doppelkonzert per oboe, arpa e orchestra d'archi (1966)
- Concerto n. 2 per pianoforte e orchestra (1967)
- Das Floss der Medusa, oratorio "alla memoria di Che Guevara" per solisti, recitante, coro e orchestra (1968)
- Compases para preguntas ensimismadas per viola e 22 strumenti (1969–1970)
- El Cimarron (Autobiografia di Esteban Montejo) (testo di Miguel Barnet/Hans Magnus Enzensberger) (bar, fl, chit, perc)(1969–1970)
- Tristan per pianoforte, orchestra e nastro magnetico (1972–1973)
- Amicitia ("Nachtkonzert") per pianoforte, archi e percussioni (1977)
- Il Vitalino raddoppiato, Ciacona per violino concertante e orchestra da camera (1977)
- Liebeslieder (7 Canzoni d'amore inglesi) per violoncello e orchestra (1984–1985)
- Fandango, sopra un basso del Padre Soler (1985, rev. 1992)
- Requiem, "Geistliche Konzerte" per pianoforte, tromba e orchestra (1990–1992)
- Introduktion, Thema und Variationen per violoncello, arpa e archi (1992)
- Concerto n. 3 per violino e orchestra "Drei Porträts aus Thomas Manns Doktor Faustus" (1996)
- Fantasia per orchestra d'archi
- Erlkönig, Orchesterfantasie über Goethes Gedicht und Schuberts Opus 1 (1996), aus dem Ballett 'Le fils de l'air' (1962, rev. 1996)

### Musica per film

#### Come compositore
- "Der Prinz von Homburg" (1994) di Ingeborg Bachmann/Hans Werner Henze tratto da Heinrich von Kleist (TV) (it. Il Principe di Homburg)
- "Comrades" (1986) di Bill Douglas - UK (it. Compagni) anche direttore d'orchestra
- "Ninguém Duas Vezes" (1985) di Jorge Silva Melo - Portogallo (it. mai due volte)
- "L'amour à mort" (1984) di Alain Resnais - Francia
- "Un amour de Swann" (1983) di Volker Schlöndorff - Germania (it. un amore di Swann)
- "Concierto barroco" (1982) (TV)
- "Orpheus" (1979) balletto versione TV
- "Taugenichts" (1978) di Bernhard Sinkel - Germania (eng. Good-for-Nothing)
- "Abelard" (1977) di Franz Seitz - Germania (it. Abelardo)
- "Die verlorene Ehre der Katharina Blum oder: Wie Gewalt entstehen und wohin sie führen kann" (1975) di Volker Schlöndorff - Germania (it. Il caso Katharina Blum)
- "Der junge Lord" (1968) versione tv - regia Ernst Wild (scritta da Ingeborg Bachmann, musica di H.W. Henze, trad. it. Il piccolo Lord)
- "Der Paukenspieler" (1967) film a episodi di Helmut Meewes, Herbert Rimbach, Volker Schlöndorff, Franz Seitz, Rolf Thiele, Bernhard Wicki - Germania (it. Il percussionista)
- "Der junge Törleß" (1966) di Volker Schlöndorff - Germania (it. I turbamenti del giovane Torless)
- "Muriel ou Le temps d'un retour" (1963) di Alain Resnais - Francia (it. Muriel, il tempo di un ritorno) anche direttore d'orchestra
- "Ondine - The Royal Ballet" (1958) balletto di Frederick Ashton e H.W. Henze, versione TV

#### Come arrangiatore
- "Il ritorno d'Ulisse in patria" (1985) (TV)
- "Acht französische Lieder" (dai Lieder per pianoforte di Richard Wagner) (1999).

#### Soundtrack
- "The Exorcist" (1973), di William Friedkin - USA (it. l'esorcista)
brano "Fantasia per archi"

#### Partecipazioni
- "Partitur einer Freundschaft - Ingeborg Bachmann/Hans Werner Henze" (2006) (TV), nel ruolo di se stesso (it. Partitura di un'amicizia, Traduzione a cura di Francesco Maione, Elena Chirico, Ilaria Merciai)
- "The Adventures of Benjamin Schmid" (2005) (TV), nel ruolo di se stesso. Regia Tony Palmer (it. le avventure di Benjamin Schmid)
- "Die Wahrheit ist dem Menschen zumutbar" (1974), nel ruolo di se stesso, di Gerda Halle (it. La verità è comprensibile agli uomini)